# Ševko Nuhanović
Ševko Nuhanović, także Šefko Nuhanović – bośniacki niepełnosprawny siatkarz, reprezentant Jugosławii, Szwecji oraz Bośni i Hercegowiny. Medalista paraolimpijski w barwach Bośni i Hercegowiny.
Trzykrotny paraolimpijczyk. Jako reprezentant Jugosławii zajął 4. miejsce podczas igrzysk w 1988 roku. Na zawodach w 1996 roku zajął 10. miejsce jako reprezentant Szwecji. W swoim ostatnim starcie (2000) został wicemistrzem paraolimpijskim w barwach Bośni i Hercegowiny.
W 2014 i 2020 roku był trenerem klubu OKI Fantom Sarajewo. W 2017 roku wyróżniono go tytułem zasłużonego sportowca Bośni i Hercegowiny.